# Álex Ubago
Alejandro Martínez de Ubago Rodríguez (n. 29 ianuarie 1981, Vitoria-Gasteiz, Spania) este un cântăreț și compozitor spaniol, cunoscut mai ales ca Álex Ubago. Alex a debutat în muzică în anul 2001 cu primul său album numit "¿Qué pides tú?". Pentru o perioadă scurtă de timp a făcut parte din formația Álex, Jorge y Lena, alături de Jorge Villamizar și Lena Burke.

## Legături externe
- Alex Ubago - site oficial
- Alex Ubago Alex Ubago - site oficial în engleză